# Galium aparine
Galium aparine L. è una pianta appartenente alla famiglia delle Rubiaceae, inconfondibile al tatto a causa dei peli ruvidi (simili a del velcro) che la rivestono in tutte le parti. Per questo viene chiamata anche "attaccamani", "attaccaveste" o “mpiccicaluara”

## Descrizione

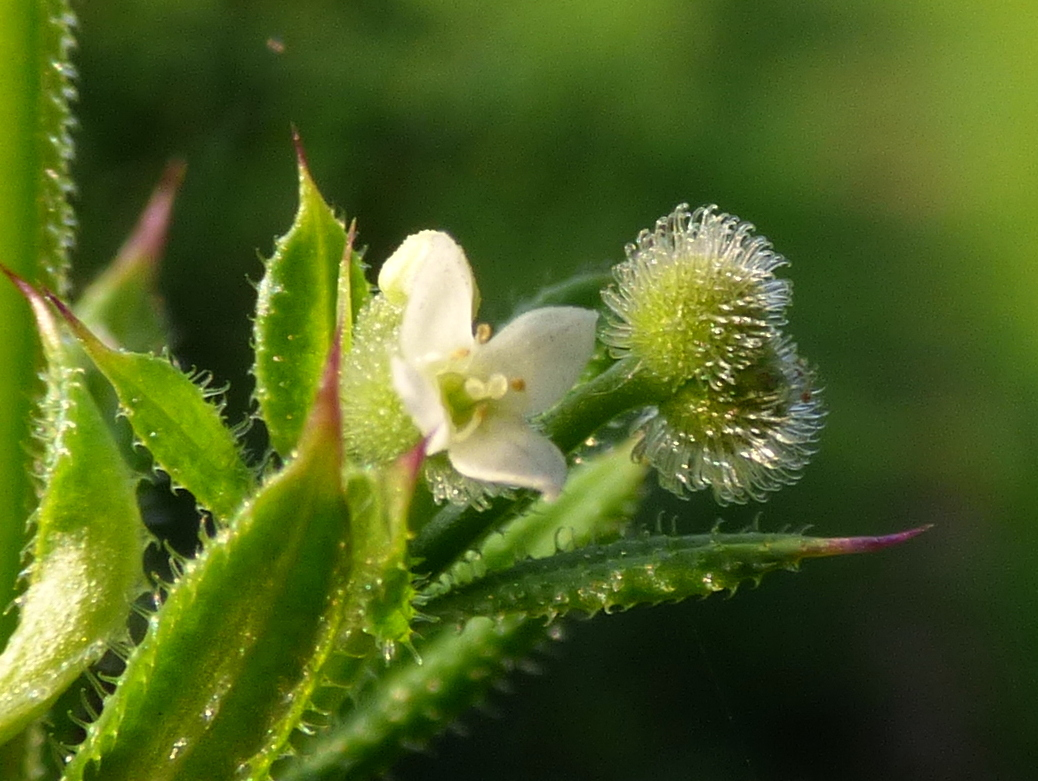
Fiori e frutti

Questa pianta ha il fusto quadrangolare e foglie lineari od oblunghe disposte in verticilli.
I fiori, minuscoli, hanno la corolla bianca formata da 4 petali e sono riuniti in infiorescenze ascellari.
Il frutto, grande come un chicco di riso, è anch'esso coperto di peli uncinati che, rimanendo attaccate al pelo degli animali favoriscono la propagazione della pianta.

## Distribuzione e habitat
La specie è ampiamente diffusa in Eurasia. In Italia è comune in tutta la penisola e nelle isole maggiori.
Cresce lungo i bordi stradali, nei campi incolti, dal livello del mare fino a 2500 metri di altitudine.

## Usi
Viene usata per le sue proprietà contro alcune malattie cutanee. I suoi germogli primaverili sono commestibili se lessati, anche se hanno un sapore molto amaro.
Il nome del genere ricorda che in passato probabilmente era usata come caglio.